# Zbawiciel świata
Zbawiciel świata (łac. Salvator Mundi) – obraz olejny namalowany w latach 1510–1515 na desce i przypisywany w całości lub w części Leonardowi da Vinci. Obraz mógł powstać przypuszczalnie dla króla Francji Ludwika XII.
Istnieją dwie wersje obrazu: Zbawiciel świata z Abu Zabi oraz Zbawiciel świata (ex de Ganay), przypisywany Leonardowi i jego współpracownikom.

## Zbawiciel świata z Abu Zabi
Zbawiciel świata z Abu Zabi przedstawia Jezusa z prawą ręką wzniesioną do błogosławieństwa, a w drugiej trzymającego szklaną kulę, symbolizującą Ziemię. Kula nie załamuje światła ani nie zniekształca obrazu. Wśród ekspertów trwają dyskusje, czy Leonardo świadomie tak namalował kulę, czy dopuścił się błędu, pomimo dużej wiedzy z zakres optyki. Motyw ten był wówczas popularny w malarstwie francuskim i flamandzkim. Jest on ubrany w tradycyjnie przypisywane mu szaty w barwach czerwonej i błękitnej. Zbawiciel świata to obraz olejny, namalowany na desce orzechowej. o wymiarach ok. 60 na 40 cm.
Obraz mógł zamówić Ludwik XII i jego żona Anna Bretońska między 1508 a 1513 rokiem. O obrazie mógł wspominać uczeń Leonarda Giacomo Caprotti w swoim spisie majątku. Data powstania obrazu jest sporna.
Po śmierci żony Ludwika XII Anny Bretońskiej, obraz został podarowany zakonowi w jej rodzinnym Nantes. W 1650 roku królowa Anglii Henryka Maria de France oglądała obraz i zamówiła u Václava Hollara grawerowaną kopię. W 1990 roku obraz kupił brytyjski kolekcjoner baron de Lareinty. Wówczas przypuszczono, że obraz namalował Giovanni Boltraffio. Uważano również, że w 1900 roku sprzedano kopię wykonanej przez Boltraffia kopii.
W 1902 roku obraz zakupiła hrabina de Béhague. Kolejnymi właścicielami byli siostrzeniec hrabiny i jego syn, markiz Jean Louis de Ganay. W 1958 roku obraz na aukcji w domu aukcyjnym Sotheby’s nabył sir Francis Cook, który zapłacił za niego niecałe 100 dolarów.
Od 2005 roku obraz był własnością marszanda Roberta Simona z Nowego Jorku. Obraz kupił za 10 tys. dolarów. Później obraz nabył Szwajcar Yves Bouvier za niecałe 80 milionów dolarów. Następnie Szwajcar sprzedał dzieło Rosjaninowi Dmitrijowi Rybołowlewowi za 127 milionów dolarów. 15 listopada 2017 roku obraz został wystawiony na aukcji przez ówczesnego właściciela, rosyjskiego miliardera, w nowojorskim domu aukcyjnym Christie’s. Został sprzedany za kwotę 400 mln dolarów (razem z premią dla sprzedającego w wysokości 50,3 mln dolarów), co czyni Zbawiciela świata dziełem sztuki sprzedanym za największą sumę w historii.
Przez długi czas uważano, że obraz jest kopią pracy namalowanej przez Giovanniego Boltraffia, jednego z uczniów Leonarda. Podczas prac przygotowawczych do uruchomienia monograficznej wystawy prac Leonarda w National Portrait Gallery w Londynie organizatorzy zwrócili się do czterech włoskich specjalistów od malarstwa Leonarda da Vinci o ekspertyzę dotyczącą autorstwa pracy. Po odrestaurowaniu, usunięciu przeróbek i oczyszczeniu obrazu w lipcu 2011 roku ogłoszono, że obraz bezsprzecznie jest autorstwa Leonarda da Vinci, co spowodowało wzrost jego wartości do 120 milionów funtów. W 2021 roku kuratorzy muzeum Prado orzekli, że obraz nie został namalowany przez Leonarda.
Po raz pierwszy obraz został wystawiony w okresie od 9 listopada 2011 do 5 lutego 2012 roku w ramach wystawy Leonardo da Vinci – malarz na dworze mediolańskim w London National Gallery.
Obecnie obraz należy do księcia koronnego Arabii Saudyjskiej Muhammada ibn Salmana.